# Alessandro Cisilin
Alessandro Cisilin (Monfalcone, 23 luglio 1969) è un giornalista e antropologo italiano.

## Biografia
È un esperto di questioni sociali e istituzionali in Europa e nell'Asia Meridionale, terreno anche di suoi lavori accademici.
Gli esordi nel giornalismo nel 2003, come corrispondente da Bruxelles per il quotidiano Liberazione e per l'Agenzia stampa Area, dove ora lavora nella sede centrale a Roma.
Ha scritto per diverse testate in Italia e all'estero e partecipato a missioni dell'Unione europea; attualmente collabora tra l'altro per Il Fatto Quotidiano, e dirige il "Magazine d'Informazione Medica", testata della società di comunicazione digitale fablab destinata ai medici di base

### Pubblicazioni scientifiche
- L'imposition d'une frontière. Société et idéologie à Trieste, entre municipalité, nationalité et empire, 1717-1914, in Social Anthropology, Cambridge University Press, 2000.
- Without Goddess ? Man in the Veerashaiva Tradition, in A. Monti (ed.), Hindu Masculinities across the Ages. Updating the Past. Éditions L'Harmattan, 2002.
- Il micro-credito nell'India del Sud fra tradizione e innovazione, in E. Basile, M. Torri (eds.), Il subcontinente indiano verso il terzo millennio: tensioni politiche, trasformazioni sociali ed economiche, mutamento culturale. FrancoAngeli, 2002.
- The Denied Body. A Comparative Study of a South Indian Religious Paradox, in A.Monti-M.Goglio-E-Adami (eds.), Feeding the Self, Feeling the Way; in Ancient and Contemporary South Asian Cultures. Éditions L'Harmattan, 2005.
- Il potere è la casta. Una revisione della teoria gerarchica di Dumont su nuovi dati etnografici. Giangiacomo Feltrinelli Editore, Jura Gentium, 2009.
- Deconstructing Social Media in India Archiviato il 10 agosto 2014 in Internet Archive., in Journal of South Asia Women Studies, 2013
- India Elections 2014: The End of "Caste and Politics" Archiviato l'8 agosto 2014 in Internet Archive., International Journal of Tantric Studies, 2014

### Libri
- Ue, Attacco alla libertà. Anomalia italiana e controllo mediatico di Berlusconi. Coautori: Lucio Manisco e Giuseppe Di Lello. Bruxelles, Hayez, 2004. Tradotto in inglese e in francese.
- Noi e l'India. Antropologia del trauma dell'incontro con l'altro Bonanno Editore, 2014

| Controllo di autorità | VIAF (EN) 204964064 · ISNI (EN) 0000 0001 3935 1623 |